# Цар-Петрово
Цар-Петрово (болг. Цар-Петрово) — село в Болгарии. Находится в Видинской области, входит в общину Кула. Население составляет 313 человек.

## Политическая ситуация
В местном кметстве Цар-Петрово, в состав которого входит Цар-Петрово, должность кмета (старосты) исполняет Венко Ценков Петров (независимый) по результатам выборов правления кметства.
Кмет (мэр) общины Кула — Марко Петров Петров (Болгарская социалистическая партия (БСП)) по результатам выборов в правление общины.